# بازارجمعه
بازارجُمعه یکی از شهرهای استان گیلان از توابع بخش تولمات در شهرستان رشت است. شهر جمعه بازار مرکز بخش تولم است. 
این روستا در تاریخ ۱۳۷۸٫۲٫۲۹ به شهر تبدیل و به عنوان شهر تولمشهر شناخته شد.
در سال ۱۳۸۶ خورشیدی زمین‌لرزه‌ای به بزرگی ۱/۴ در مقیاس امواج درونی زمین حوالی «بازارجمعه» را لرزاند. شبکه‌های لرزه‌نگاری وابسته به مرکز لرزه‌نگاری کشوری موسسه ژئوفیزیک دانشگاه تهران در ساعت ۱۹ و ۳۸ دقیقه و ۵۸ ثانیه روز دوشنبه ۲۹ مردادماه ۱۳۸۶ رخداد این زمین‌لرزه را ثبت کردند. مختصات کانون این زلزله ۴۶/۳۷ درجه عرض شمالی و ۰۴/۴۹ درجه طول شرقی گزارش شد.

## جمعیت
براساس سرشماری سال ۱۳۸۵جمعیت 6500 نفر بوده‌است.